# Bojga zlatá
Bojga zlatá (Chrysopelea ornata) je had z čeledi užovkovití (Colubridae). Vyskytuje se v jižní a jihovýchodní Asii, obývá státy Indie, Bangladéš, Srí Lanka, Myanmar, Thajsko, Malajsie, Laos, Kambodža, Vietnam, Čína (Hongkong, Chaj-nan, Jün-nan), Indonésie (Sumatra, Jáva, Borneo…) a Filipíny.
Had může měřit až 130 cm, z toho ocas zabírá asi čtvrtinu jeho délky. Má zploštělou hlavu se zúženým krkem, tupým čenichem a velkýma očima s okrouhlými zornicemi. Na břiše má silně kýlnaté šupiny (tzn. každá šupina má ve středu výstupek), díky kterým je had schopen dobře šplhat. Bojga zlatá je známá pro svou schopnost plachtění, kterou využívá pro přesuny ze stromu na strom či ze stromu na zem. Své tělo bojga prohne tak, že vytvoří konkávní prohlubeň ve tvaru písmene U po celé jeho délce. Tímto způsobem had zvyšuje odpor vzduchu a tělo funguje jako padák. Ocas je při tom využíván jako kormidlo. Plachtění je mimo bojgy zlaté schopna i bojga Chrysopelea paradisi.
Bojga zlatá se živí především malými stromovými obratlovci, jako jsou ještěrky, netopýři, hlodavci. Je jedovatá, nicméně jed není smrtelný člověku. Had je oviparózní, samice kladou šest až dvanáct podlouhlých vajec. Vylíhnutá mláďata měří 114 až 152 mm.

## Poddruhy
- Chrysopelea ornata ornata, Shaw, 1802
- Chrysopelea ornata ornatissima, Werner, 1925
- Chrysopelea ornata sinhaleya, Deraniyagala, 1945[2]